# Theme Aquarium
Theme Aquarium (テーマ アクアリウム?, Tēma Akuariumu) è un videogioco sviluppato dalla Bullfrog Productions e prodotto dalla Electronic Arts per la piattaforma PlayStation e in seguito convertito per Microsoft Windows. In Theme Aquarium il giocatore gestisce un centro marino. Il giocatore devo occuparsi di reclutare personale per la gestione del centro, deve anche recuperare le specie marine, queste possono essere acquistate o pescate in mare.